# 김경중 (축구 선수)
김경중(金京中, 1991년 4월 16일 ~ )은 대한민국의 전 축구 선수였다.

## 구단 경력
2012년 에스토니아의 FC 올림픽 탈린에 입단하며 프로 무대에 입문하였고, 입단 동시에 FC 지롱댕 드 보르도로 임대 이적하였다.
하지만 주로 2군에서 뛰면서 별다른 출전 기회를 잡지 못하였으며, 2013년 캉으로 임대 이적하였고, 준수한 활약을 보였지만, 부상으로 고전하였고, 2014년 9월 카타르의 알라이얀으로 임대 이적하였다.
2015년 7월 J1리그의 도쿠시마 보르티스로 이적하였지만, 팀의 J2리그 강등을 막는 못하였다.
2016년 12월 강원 FC로 이적하면서 국내 무대에 입문하게 되었다. 2017년] 3월 18일 포항 스틸러스를 상대로 국내 무대 데뷔골을 기록했다.
2018년 5월 상주 상무 축구단에 입대했다. 2020시즌을 앞두고 상주에서 제대한 이후 강원으로 복귀했다.
2021 시즌을 앞두고 K리그2의 FC 안양으로 이적했다.
2023 시즌을 앞두고 K리그1의 수원 삼성 블루윙즈로 이적했다.

## 국가대표팀 경력
2011년 FIFA U-20 월드컵에 출전하며 말리와의 조별리그서 선제골을 기록하였다. 하지만 대한민국 대표팀은 스페인과의 16경기에서 승부차기를 실축하며 한국은 8강 진출에 실패하였었다.